# Flavius Iosephus
Iosephus či Josephus (37/38 Jeruzalém – kolem 100 Řím), původním jménem Josef ben Matitjahu (hebrejsky יוסף בן מתתיהו), řecky Iosepos (Ιώσηπος), byl židovský kněz, učenec a historik, který zanechal významné poznámky o první židovské válce v letech 66–70. Své jméno Flavius si Josef přibral podle rodového jména císaře Vespasiana.

## Život

### Dětství a mládí
Znalosti o svém životě nám Josef poskytl sám ve svém autobiografickém díle. Narodil se v kněžské židovské rodině jako Josef syn Matatjášův (Iósépos Matthiú) v roce 37/38. Jeho rodina pocházela svými kořeny z rodu Hasmonejců. Jeho mateřským jazykem byla aramejština, z jiných řečí si téměř dokonale osvojil řečtinu. Byl vynikajícím studentem náboženských otázek a již ve věku 14 let byl dotazován na některé otázky jeruzalémským veleknězem. V 16 letech se přidal na stranu asketického poustevníka Banna. V roce 57 se vrátil zpět do Jeruzaléma, kde se přidal na stranu farizeů. V Judsku tehdy panovalo stále silnější napětí jak mezi Židy a Římem, tak mezi Židy samotnými. Když v roce 64 římský prokurátor v Judeji poslal několik kněží v okovech do Říma, vydal se Josef s delegací za jejich propuštění k Neronovu císařskému dvoru. Jeho mise byla úspěšná i díky císařově manželce Poppaee, která se jeho případu ujala, Josef navázal úspěšné kontakty s okrajovými kruhy císařského dvora.

### Židovské povstání
Při jeho návratu v Judeji začínalo velké národní povstání. V roce 66 Juda Galilejský obsadil pevnost Antonii a Josef s dalšími kněžími se přidali na stranu bojovníků za nezávislost. Vzápětí byl Josef poslán do Galileje, aby ji připravil na válku, opevnil a nasbíral brannou sílu. Na jeho stranu se přidala židovská města, ale města s převážnou většinou řeckých obyvatel se mu získat nepodařilo. Nakonec se opevnil v Jotapatě, která však byla Římany dobyta. Josef sice chtěl nejprve spáchat sebevraždu, Bůh jej však přesvědčil, aby se Římanům vzdal, protože jejich vítězství bylo nevyhnutelné. Byl tedy zajat, ale jelikož vojevůdci Vespasianovi předpověděl, že se stane císařem, zůstal naživu. O této události se zmiňuje i Suetonius: „... jeden z urozených zajatců, jménem Josef, když ho sázeli do pout, vytrvale a stále tvrdil, že mu je brzy sejme týž muž, ale již jako císař.“ Jeho předpověď se naplnila krátce po Neronově sebevraždě. Josef zůstal v římském táboře jako rukojmí, v roce 69 jej však Vespasian propustil, a tak byl Josef přítomen dobývání Jeruzaléma pod velením Vespasiánova syna Tita. Josef sám se povstalce v Jeruzalémě pokoušel přemluvit ke kapitulaci. Jeruzalém padl v roce 70.

### Život v Římě a smrt
Josef byl odveden do Říma, kde mu byla vykázána penze a ubytování na císařovy útraty (Vespasian jej ubytoval v domě, který obýval, než se stal císařem). Josef jako propuštěnec tehdy přijal po císaři i jméno Flavius. Od té doby je v latinském světě znám jako Flavius Iosephus. I když zůstal ve službách Říma a svým dětem dal pohanská jména (Hyrkán, Iustus, Agrippa), zůstal vždy věrný svému židovskému původu a věnoval se psaní děl, v nichž hájil židovskou víru a tradici. O Josefovi nicméně velmi kriticky psali jeho současníci, např. Justós z Tiberiady. Byl čtyřikrát ženat, narodilo se mu pět synů, z nichž dva se však ztratili. Zemřel po roce 100.

## Dílo
Poté, co skončila jeho vojenská služba, sepsal Josef dvě díla, která zachycují neocenitelným způsobem židovské reálie 1. století.
- Židovská válka (Peri tú Iúdaikú polémú, lat. Bellum Iudaicum) – poznámky o první židovské válce (68–70); čes. překlad: Flavius Iosephus, Válka židovská I.–II., přel. J. Havelka, J. Šonka, Praha 2004. Kniha podává přehled palestinských dějin od roku 175 př. n. l. a dále líčí celý průběh židovského povstání. Vinu za něj přičítá Josef zélótům, snaží se čtenáře přesvědčit, že právě na jejich nátlak se aristokracie a palestinský lid stali obětí nezodpovědných jedinců.[1]
- Židovské starožitnosti (Iúdaiké archaiologiá, lat. Antiquitates Iudaicae) – poznámky k dějinám Židů od stvoření světa až po židovskou válku. Prvních třináct knih je paralelních ke Starému zákonu, avšak knihy 14–20 popisují čas od doby Makabejců až po židovskou válku. Josef užívá židovských i řeckých pramenů.
- Proti Apiónovi (Kata Apionos, lat. Adversus Apionem, také O starobylosti Židů), obrana židovského náboženství proti zkresleným výkladům. Snahou spisu je dokázat starobylost a civilizační přínos židovského náboženství.
- Životopis, dodatek k druhému vydání Starožitností po smrti Heroda Agrippy II. (mezi lety 93 a 100), obrana proti obviněním ze strany Justa Tiberiadského a snaha ospravedlnit se z nařčení ze zrady. Josef se čtenáře snaží přesvědčit, že k tomu, že při povstání stál na Titově straně, vedla pouze shoda náhod.[1]

## Ohlas
Rabínská literatura Josefa za jeho kolaboraci s Římany přešla hrobovým mlčením. Ani mezi antickými autory se mu nedostalo ohlasu. Jeho děl si však cenili církevní otcové.Až do 18. století proto Josef patřil k nejčtenějším antickým spisovatelům. Teprve analýzy badatelů 19. století vedly ke kritickému náhledu na jeho dílo, což zpočátku vedlo k přehnanému skepticismu.